# Roboré
Roboré – miasto w Boliwii, położone we wschodniej części departamentu Santa Cruz.

## Opis
Miejscowość została założona w 1917 roku. Przez miasto przebiega droga krajowa RN4 i linia kolejowa. W Roboré znajduje się port lotniczy.

## Demografia
.